# Louis Hooper
Louis Stanley 'Lou' Hooper (North Buxton (Ontario), 18 mei 1894 – Charlottetown (Prince Edward Island), 17 september 1977) was een Amerikaanse jazz- en bluespianist.

## Biografie
Hooper groeide op in een muzikale familie in Ypsilanti (Michigan). Hij zong als kind in het kerkkoor en studeerde rond 1915 aan het Conservatorium in Detroit. Hij werkte ook met dans- en theaterorkesten. Vanaf het begin van de jaren 1920 woonde hij in de wijk Harlem in New York en gaf hij les aan de Martin Smith School in Harlem. Hij was ook huispianist bij het label Ajax Records en begeleidde in de jaren 1920 blueszangeressen als Rosa Henderson, Helen Gross, Hazel Meyers, Mamie Smith, Monette Moore, Viola McCoy, Josie Miles, Alberta Perkins en Julia Moody op opnamen, evenals de gospelzanger Ford Washington McGhee en Paul Robeson.
In 1924/1925 nam hij op met de Kansas City Five, een studioband van het Pathé-label met Bubber Miley, Jake Frazier, Bob Fuller en Elmer Snowden. Verder zijn er voor Pathé opnamen gemaakt met Bob Fuller en Elmer Snowden in studioformaties als Three Jolly Mines, The Charleston Trio en Three Hot Eskimos. Op het gebied van jazz was hij tussen 1923 en 1928 betrokken bij meer dan 200 opnamesessies, onder meer met Ethel Waters (1926), Buddy Christian, Blind Richard Yates en Lizzie Miles (1928).
Begin jaren 1930 verhuisde hij naar Detroit (Michigan), waar hij met de Canadian Ambassadors van Myron Sutton op tournee ging. Vanaf 1933 woonde hij in Montréal, waar hij aan het eind van het decennium muzikaal directeur was van de Royal Canadian Artillery. In 1973 bracht hij een solo-album uit. Hij keerde sporadisch terug naar de Verenigde Staten en maakte ook een tournee door Europa. Zijn laatste woonplaats was op Prince Edward Island.

## Overlijden
Louis Hooper overleed in september 1977 op 83-jarige leeftijd.